# Hillel IT School
Hillel IT School — українська приватна освітня організація, що спеціалізується на підготовці фахівців у сфері інформаційних технологій і є однією з найбільших IT-шкіл в Україні.

## Історія
Hillel IT School була заснована у 2012 році як освітня ініціатива для підготовки фахівців у сфері інформаційних технологій. Спочатку школа працювала як невеликий навчальний центр, однак з роками значно розширила свої масштаби.
У 2016 році школа стала співорганізатором міжнародної IT-конференції Black Sea SummIT, що привернула увагу провідних фахівців галузі та сприяла розвитку технологічної спільноти.
З 2019 року Hillel IT School почала проводити сертифікаційний іспит ISTQB в Одесі для фахівців з тестування програмного забезпечення. Це дозволило випускникам школи підтвердити свою кваліфікацію на міжнародному рівні та отримати додаткові можливості для працевлаштування у провідних компаніях.
У 2023 році увійшла до ТОП-3 найпопулярніших ІТ-шкіл України за кількістю випускників.
У 2024 році школа увійшла до рейтингу «Forbes Next 250», який включає перспективні малі та середні бізнеси України, що формують майбутнє економіки країни. Це визнання підкреслює значний внесок Hillel IT School у розвиток освітніх технологій та підготовку кваліфікованих фахівців для IT-ринку.
Того ж року школа отримала престижну нагороду «Ukrainian Business Award», де була визнана однією з найкращих шкіл з навчання промпт-інжинірингу та користування GPT, а в 2025 році знову отримала нагороди «Ukrainian Business Award», де була визнана найкращою школою з навчання програмування та підготовки QA-інженерів.

## Участь у державних та міжнародних ініціативах
Одеський національний економічний університет реалізує ініціативу Startup University, спрямовану на розвиток підприємницьких навичок серед студентів і підтримку стартап-екосистеми в Україні. В межах цього проєкту університет співпрацює з представниками IT-індустрії, залучаючи експертів для проведення лекцій, майстер-класів та менторських сесій. Одним із партнерів програми є Hillel IT School, яка бере участь у навчальних заходах, що організовує університет.

## Соціальна відповідальність
Hillel IT School реалізує низку соціальних ініціатив, спрямованих на підтримку різних верств населення та покращення доступу до освіти.
Однією з ключових програм є освітні можливості для ветеранів та осіб, які постраждали внаслідок воєнних дій. У межах цієї ініціативи школа надає безкоштовні або частково фінансовані курси для адаптації та перекваліфікації військовослужбовців у сферу IT.
Спільно з центром «Unbroken»школа запустила програму підготовки спеціалістів у сфері реабілітації та протезування. Ця ініціатива спрямована на навчання медичних працівників, які займаються відновленням та адаптацією осіб, що зазнали фізичних травм. Окрім цього, Hillel IT School підтримує низку благодійних проєктів, серед яких програми допомоги дітям військовослужбовців, надання грантів на навчання соціально вразливим групам та співпраця з неприбутковими організаціями, які працюють у сфері освіти та соціальної адаптації.

## Hillel Reality Program
У 2023 році школа запустила «Hillel Reality Program» — освітній проєкт у форматі реаліті-шоу, в якому студенти та випускники працюють над створенням соціально значущого IT-продукту. Програма розрахована на три місяці, протягом яких учасники розробляють програмне рішення під менторством досвідчених викладачів та IT-фахівців. Учасники програми проходили всі етапи розробки — від дослідження проблематики до створення прототипу та тестування готового продукту. Найуспішніші команди отримали грантову підтримку для подальшого розвитку проєкту.